# 勒蒂斯
勒蒂斯是奥地利福拉尔贝格州费尔德基希县的一个市镇。总面积2.72平方公里，总人口1917人，人口密度704.8人/平方公里（2005年）。